# Scoglio Crisizza
Lo scoglio Crisizza o Crocetta Grande (in croato Križica o Križica vela), insieme alla vicina Crocetta Piccola (Križica mala) chiamato anche scogli Crucizza, è uno scoglio disabitato della Croazia situato a nord dell'isola di Isto.
Amministrativamente appartiene alla città di Zara, nella regione zaratina.

## Geografia
Lo scoglio Crisizza si trova nella parte meridionale del canale di Selve (Silbanski kanal) a 1,71 km da punta Coca sull'isola di Isto. Nel punto più ravvicinato, punta Darchio (Artić) nel comune di Brevilacqua, dista invece 30,4 km dalla terraferma.
Crisizza è uno scoglio di forma ovale, orientato in direzione nordovest-sudest, che misura 170 m di lunghezza e 85 m di larghezza massima. Ha una superficie di 8967 m² e uno sviluppo costiero di 0,370 km. Raggiunge un'elevazione massima di 17,7 m s.l.m.

### Isole adiacenti
- Crocetta Piccola (hrid Križica o Križica mala), piccolo scoglio situato 360 m circa a sudest di Crisizza. Di forma allungata, misura 65 m[15],  20 m[16] di larghezza massima e ha una superficie di 853 m²[5].
- Scogli Pettini (Silbanski grebeni), tre isolotti allungati situati 1,85 m a nordovest di Crisizza.

### Cartografia
- (HR) Mappa topografica della Croazia 1:25000, su preglednik.arkod.hr.